# 은화

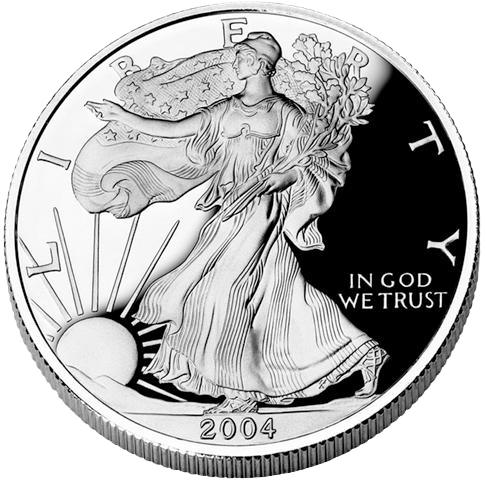
미국 실버 이글 은화

은화(銀貨)는 은(銀)을 재료로 해서 만들어진 화폐를 일컫는다. 은은 고대 그리스 시대부터 주화 금속으로 쓰였으며 드라크마 은화는 무역에서 널리 쓰였다. 페르시아 제국은 기원전 612년부터 기원전 330년까지 은화를 썼으며, 1797년 전까지 영국의 페니 동전도 은으로 만들었었다.
고대와 달리 현대 사회에서는 은화가 시장 유통의 목적으로 발행되지 않고, 수집이나 기념품용으로 발행되고 있다. 이런 목적으로 발행된 은화는 특수 가공을 하거나, 케이스에 넣어져 판매되고 있다. 그 밖에도 인플레이션을 피하기 위한 목적이나 가치 저장의 목적으로 지금형 은화 역시 쓰이고 있다.

## 역사

### 초기

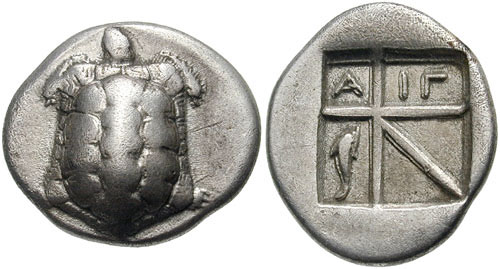
기원전 404년 이후 에기나 발행 드라크마 은화

서양 최초의 은화는 기원전 600년경 아나톨리아의 리디아에서 발행됐다. 리디아의 동전들은 리디아에 있었던 호박금으로 만들어졌다. 동전 발행의 개념은 곧 에기나 등 주변 지역으로 빠르게 퍼져나갔고, 그리스인들이 살던 이들 지역에서는 대부분 은으로 동전을 만들었다. 그리스의 식민지들과 무역을 하던 그리스 상인들을 따라 지중해 전역에 그리스의 동전 발행 개념이 퍼져나갔다. 초기의 그리스 은화들의 액면은 스타테르나 드라크마, 이보다 더 작은 단위인 오볼로 표시됐다.
리디아, 고대 그리스와 비슷한 때에 고대 중국에서도 독자적으로 동전을 발행하기 시작했다. 고대 중국의 동전들은 구리로 만들어졌다. 지중해 지역에서는 구리로 만든 동화와 함께 은화, 귀금속 화폐들이 거래를 할 때 쓰였다.
고대 그리스의 많은 도시 국가에서 동전들을 발행했고, 발행 체계가 도시 국가들마다 달라 각각의 동전들은 만들어진 곳이 표시됐다. 그러나 동전들의 무게는 모두 같게 만들어졌고 그 기준은 지중해 지역에서 두루 쓰였다.
고대 그리스를 지배하던 마케도니아 왕국의 알렉산드로스 3세 메가스가 죽은 뒤 지중해의 동쪽 지역과 서아시아 지역은 디아도코이들의 작은 왕국으로 쪼개졌다. 이 왕국들도 동전을 발행했으며 멀게는 이집트와 중앙아시아 지역까지 동전을 발행했다. 이 시기에 테트라드라큼(tetradrachm, 4드라크마) 동전이 널리 쓰였다.

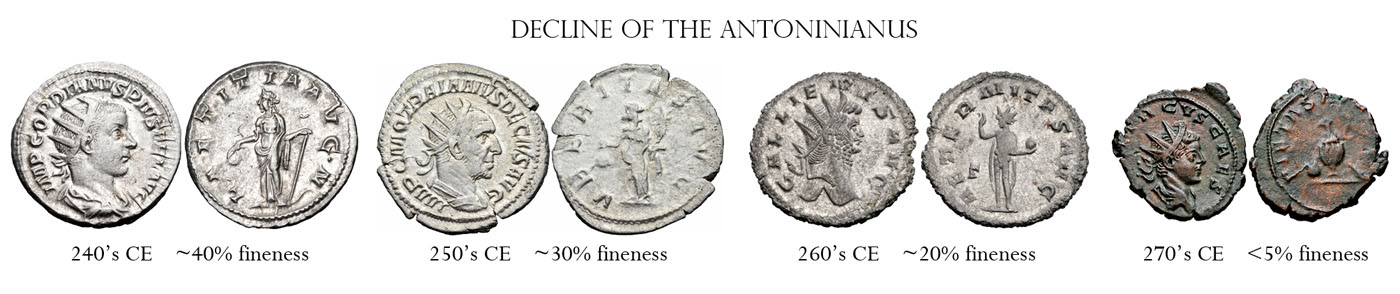
고대 로마 발행 안토니니아누스 은화. 시간이 흐를수록 순도가 떨어졌다.

같은 때에 이탈리아반도에서 세력을 넓혀가던 고대 로마도 기원전 3세기 초반 즈음부터 동전을 발행하기 시작했다. 이 동전들 역시 다른 지역들과 마찬가지로 은으로 만든 드라큼 동전이었으며 동화와 함께 쓰였다. 그 뒤 로마는 주요 동전으로 데나리우스 은화를 만들기 시작했으며, 데나리우스 은화는 로마의 경제가 무너지기 전까지 중요한 동전으로 쓰였다. 3세기경에는 안토니니아누스 은화를 발행했는데 초기에는 은 함량이 낮은 은화였지만 점점 순도가 떨어지며 동화가 됐다.
로마 제국이 헬레니즘 문명권을 정복한 뒤에도 지중해 지역에서는 여러 가지 동전이 쓰였다. 동쪽 지역에서는 현지의 동전들이 주로 쓰였으며 서쪽 지역에서는 데나리우스가 주로 쓰였다. 그리스인들과 로마인들 밖에도 페니키아인과 카르타고인, 유대인, 켈트족 등도 동전을 발행했고 이베리아반도와 아라비아반도에서도 동전을 만들었다. 셀레우코스 제국이 통치하던 로마 제국의 동쪽 지역에서 파르티아인들은 파르티아 제국을 세우고 드라큼 은화와 비슷한 동전을 발행했다. 226년 사산 제국이 파르티아 제국을 점령한 뒤로는 자체 은화를 발행했으며 7세기까지 주로 쓰였다.

### 중세

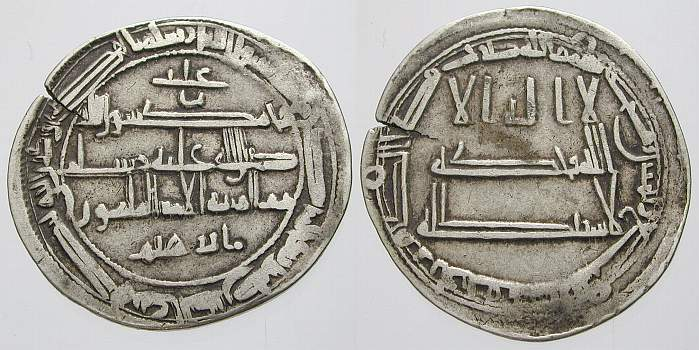
아글라브 토후국의 이브라힘 1세와 아바스 왕조의 알마으문의 이름이 담긴 디르함

로마 제국의 동쪽이었던 비잔티움 제국에서는 화폐 제도를 재편하고 주로 금화와 동화를 발행했으며 은화인 밀리아레시온을 발행했다. 그 뒤에는 잔 모양의 은화를 발행했으나 은 함량이 빠르게 줄어들어 몇 퍼센트만이 포함됐고, 제4차 십자군 뒤로는 동화가 됐다.
아라비아 반도에서는 이슬람 제국이 비잔티움 제국과 사산 제국을 공격하며 영토를 넓혀갔고, 사산 제국의 은화를 화폐로 썼다. 훗날 이슬람 제국은 글자와 장식만 넣은 디르함을 발행했고, 디르함은 널리 쓰이기 시작해 무역로를 따라 우크라이나 지방과 러시아, 스칸디나비아반도에서도 쓰였다.
칼리파의 힘의 약해진 뒤로 각 지방에서는 각 지방의 지도자들의 이름을 넣은 디르함들을 만들었고, 수 세기에 걸쳐 다양한 디르함들이 만들어졌다.
비잔티움 제국 밖의 유럽에서는 다양한 동전들이 쓰였다. 중세의 동전들은 시간이 지날수록 가치가 점점 떨어졌으며 동전의 크기도 작았다. 신대륙에서 많은 양의 은이 들어오자 이 추세는 바뀌었다.

### 근세

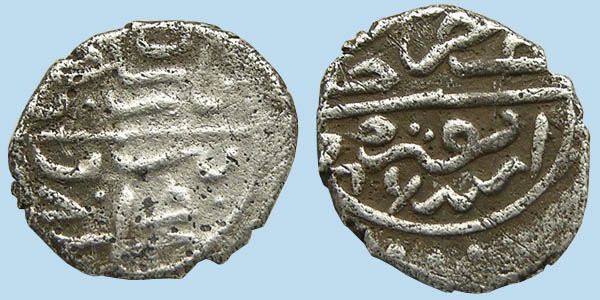
1508년 앙카라 발행 바예지드 2세 악체 은화

비잔티움 제국의 힘이 약해진 사이 아나톨리아에서 힘을 키운 오스만 제국은 1453년에 비잔티움 제국의 수도 콘스탄티노폴리스를 점령했다. 초기의 오스만 제국은 작은 악체 은화를 만들었다. 페르시아 제국의 사파비 왕조는 아랍어로 된 동전을 페르시아어 동전으로 대체했다.
1492년 스페인 제국이 아메리카를 식민지로 만든 뒤 누에바에스파냐의 다양한 지역과 페루에서 대규모의 은 광산이 발견됐다. 스페인 제국은 누에바에스파냐와 페루페 조폐창을 만들고 식민지 기간 동안 질이 좋고 형태가 균일한 동전을 발행했으며, 이 동전들은 기축 통화가 됐다. 스페인 제국뿐만 아니라 유럽 전역에 은이 유입돼 유럽의 산업을 발달시켰고, 스페인 달러는 마닐라 갤리온의 항로를 따라 아시아로 운송됐다. 중국은 특히 은화를 선호했고 중국과의 무역에서는 질이 좋은 스페인 달러가 쓰였다. 멕시코에서 발행한 은화는 19세기 후반까지 중국으로 수출됐다.
신대륙 대규모 은 광산의 발견은 유럽의 은 수요를 충족시켰을뿐만 아니라 요아힘스탈러의 발행에도 영향을 미쳤다. 신대륙의 은 생산은 유럽의 교역과 정치에 영향을 끼쳤고 다른 지역, 특히 중국 및 오스만 제국과의 관계를 변화시켰다. 은이 유입되자 유럽에서는 때때로 은화가 통제할 수 없을 정도로 발행됐고, 크기가 큰 은화들이 무역에서 쓰이면서 유럽 전역은 인플레이션을 겪게 됐으며 금 대비 은의 상대가치는 떨어졌다.

### 현대

#### 지금형 은화
오늘날 많은 조폐국들은 자국의 화폐 단위로 표시된 지금형 은화를 발행한다. 지금형 은화의 액면가는 명목 가치인데, 액면가가 은화에 포함된 은의 가치보다 낮게 표시돼 있기 때문이다.

#### 은 라운드
정부 소유가 아닌 민간 조폐창들은 은 라운드(silver round)를 발행하며, 이 은 라운드들은 액면가가 적혀있지 않으며 법정 화폐가 아니다.

## 같이 보기
- 은
- 금화
- 동화
- 탈러
- 무역은
- 귀금속
- 은본위제
- 스페인 달러